# Black Moon (gruppo musicale)
I Black Moon sono un gruppo hip hop statunitense di Brooklyn, formato dai rappers Buckshot e 5ft Accelerator e dal DJ e beatmaker Evil Dee.
Il nome Black Moon è un acrostico che sta per Brothers who Lyrically Act and Combine Kickin Music Out On Nations ovvero: Fratelli che agiscono e combinano liricamente calciando la musica sulle nazioni.

## Storia
Il gruppo debutta nel 1992 con il singolo Who Got Da Props, che riscuote consensi molto positivi e pone le basi per la pubblicazione dell'album d'esordio, dell'anno seguente. L'LP è prodotto dai Da Beatminerz, con i quali Evil Dee collaborerà successivamente. Enta Da Stage rivoluziona l'hip hop sotterraneo e pone i Black Moon come nuove rivelazioni musicali. I brani di successo sono How Many MC's e I Got Cha Opin. Al disco partecipano anche gli Smif-N-Wessun, altro quotatissimo gruppo dell'hardcore hip hop di New York.
In seguito a dei problemi con la produzione ed a tensioni interne, i Black Moon si sciolgono. Nel 1996 viene commercializzata una compilation di remix e di tracce inedite. Nel 1999 il gruppo torna a riunirsi realizzando War Zone che non riesce a raggiungere il successo toccato con Enta Da Stage. Dopo 4 anni di silenzio e di riflessione stilistica, i Black Moon pubblicano Total Eclipse che riscuote un grande successo nel mondo underground. È l'album della maturità, presentando tracce complete sotto il profilo della produzione musicale e del flow massiccio e cadenzato degli MC's. Le collaborazioni sono di tutto rispetto, annoverando personalità dell'underground come Sean Price, Starang Wondah, Smokey L, e i Cocoa Brovaz.
Il ritorno dei Black Moon ha come loro obiettivo quello di cambiare il volto dell'hip hop e stornarlo dalla musica suonata all'interno dei club, che a loro parere non ha un'anima: visione estrema del genere di riferimento che nasce e si sviluppa dal contesto in cui il gruppo vive. Buckshot, che ha portato avanti anche progetti solisti, è il titolare della Duck Down Records, etichetta discografica che oltre ai Black Moon produce anche alcuni dei rappers che hanno collaborato ai dischi della band.

## Discografia

### Album in studio
- 1993 – Enta da Stage
- 1999 – War Zone
- 2003 – Total Eclipse
- 2019 – Rise of Da Moon

### Raccolte
- 1996 – Diggin' in dah Vaults